# Найк, Закир
За́кир Абдул-Кари́м На́йк (урду ذاکر عبد الکریم نائیک‎; род. 18 октября 1965, Мумбаи, Индия) — индийский исламский проповедник и президент Исламского исследовательского фонда (ИИФ). Имеет образование врача-хирурга. Основатель Исламской международной школы в Мумбаи. Ведёт свои лекции на канале Peace TV.

## Биография
Родился 18 октября 1965 года в Мумбаи (Индия). После окончания средней школы Св. Петра в Мумбаи поступил в колледж Kishinchand Chellaram. Окончил Мумбайский университет со степенью бакалавра медицины и хирургии. Его жена — Фархат Найк, работает в ИИФ.
В 1991 году начал свою проповедническую деятельность и основал ИИФ. По его словам заняться проповеднической деятельностью его сподвиг Ахмед Дидат, которого он встретил в 1987 году. Его иногда называют «Дидат плюс». Считает, что каждый мусульманин обязан дать окружающим правильное представление об исламе и противостоять антиисламской предвзятости западных СМИ в период после террористических актов 11 сентября 2001.
Многие его дискуссии записываются и широко распространяется в средствах массовой информации и в Интернете. Его диспуты транслируются на нескольких кабельных каналах, в том числе и на его собственном канале Peace TV. Темы его передач: «Ислам и современная наука», «Ислам и христианство» и «Ислам и секуляризм».
В марте 2015 года получил престижную награду за «службу на благо ислама» от короля Саудовской Аравии — Салмана ибн Абдул-Азиза Аль Сауда. Ему был вручён чек на сумму в 200 000 долларов США и золотая медаль весом в 200 грамм.
В мае 2017 года у себя на родине в Индии был обвинён в поддержке терроризма. Причиной этого стало то, что после совершенного 1 июля 2016 года в столице Бангладеш Дакке теракта, в результате которого погибло 28 человек, один из боевиков был вдохновлен его лекциями. В 2017 году, по данным Middle East Monitor, он получил гражданство Саудовской Аравии.